# Arkadiusz Gaca
Arkadiusz Gaca (ur. 7 października 1970 w Wodzisławiu Śląskim) – polski piłkarz grający na pozycji pomocnika.

## Kariera
Seniorską karierę rozpoczął w 1990 roku w Naprzodzie Rydułtowy. W sezonie 1990/1991 wywalczył z tym klubem awans do II ligi. W 1996 roku został zawodnikiem Ruchu Chorzów. W barwach tego klubu zadebiutował w I lidze, co miało miejsce 27 lipca 1996 roku w przegranym 1:2 meczu z Górnikiem Zabrze. W 1998 roku został zawodnikiem niemieckiego Dynama Drezno, w którym grał przez jeden sezon. Następnie wrócił do Polski, grając w klubach niższych lig. Karierę zawodniczą zakończył w 2007 roku w LKS Ochaby 96.

## Statystyki ligowe
| Sezon         | Klub                      | Liga           | Mecze | Gole |
| ------------- | ------------------------- | -------------- | ----- | ---- |
| 1990/1991     | Naprzód Rydułtowy         | III liga       | ?     | ?    |
| 1991/1992     | Naprzód Rydułtowy         | II liga        | 10    | 1    |
| 1992/1993     | Naprzód Rydułtowy         | II liga        | 19    | 1    |
| 1993/1994     | Naprzód Rydułtowy         | II liga        | 26    | 1    |
| 1994/1995     | Naprzód Rydułtowy         | II liga        | 23    | 1    |
| 1995/1996     | Naprzód Rydułtowy         | II liga        | 29    | 1    |
| 1996/1997     | Ruch Chorzów              | I liga         | 24    | 1    |
| 1997/1998     | Ruch Chorzów              | I liga         | 11    | 0    |
| 1998/1999     | Dynamo Drezno             | Regionalliga   | ?     | ?    |
| 2000/2001 (j) | Naprzód Rydułtowy         | klasa okręgowa | ?     | ?    |
| 2000/2001 (w) | Peberow Krzanowice        | IV liga        | ?     | ?    |
| 2001/2002     | Peberow Krzanowice        | IV liga        | ?     | ?    |
| 2002/2003 (j) | MKS 05 Krzanowice         | IV liga        | ?     | ?    |
| 2002/2003 (w) | Przyszłość Rogów          | IV liga        | ?     | ?    |
| 2003/2004     | Przyszłość Rogów          | IV liga        | ?     | ?    |
| 2004/2005 (w) | LKS Krzyżanowice          | klasa okręgowa | ?     | ?    |
| 2005/2006 (j) | LKS Krzyżanowice          | klasa okręgowa | ?     | ?    |
| 2005/2006 (w) | Pniówek Pawłowice Śląskie | klasa okręgowa | ?     | ?    |
| 2006/2007 (j) | Pniówek Pawłowice Śląskie | IV liga        | ?     | ?    |
| 2006/2007 (w) | LKS Ochaby 96             | klasa A        | ?     | ?    |